# Rödnosad mus
Rödnosad mus (Wiedomys pyrrhorhinos) är en art i familjen hamsterartade gnagare (Cricetidae) som förekommer i Brasilien.

## Beskrivning
Individerna når en kroppslängd mellan 10 och 13 cm samt en svanslängd mellan 16 och 21 cm. Pälsen på ryggen är gråbrun och buken är vitaktig. Nosen, öronen, ringarnas kring ögonen samt extremiteternas utsida är rödaktig.
Arten lever i östra Brasilien i ett utbredningsområde som sträcker sig från Ceará till Rio Grande do Sul. Habitatet utgörs av buskmarker som Caatinga. Djuret klättrar livlig i träd och buskar. Rödnosad mus upprättar sin bo i fågelbon som lämnads av sina första ägare. Ibland bygger den egna bon av löv. Troligen lever individerna i grupper, i en bo hittades flera vuxna djur och 13 ungar.
Rödnosade möss fortplantar sig vanligen mellan augusti och oktober. Per kull föds en till sex ungar. Födan utgörs av frön och insekter.
Den rödnosade musen listas i ett eget släkte. Arten är inte sällsynt och listas av IUCN som livskraftig (LC).